# Le « Concept » du 11 septembre
Le « Concept » du 11 septembre est un dialogue philosophique entre l'Allemand Jürgen Habermas et le français Jacques Derrida publié en 2003 avec Giovanna Borradori en Amérique sous le titre, Philosophy in a Time of Terror puis en 2004 en Europe.

## Analyse
Derrida et Habermas, en étudiant les attentats du 11 septembre 2001, développent des points philosophiques : 
- Est-ce le premier évènement mondial digne de ce nom ? Qu'est-ce qu'un événement majeur[2] ? L'événement est pour Derrida ce qui ne se laisse pas anticiper.
- Qu'est-ce que la perversion auto-immune ? Si la violence coïncide, pour Lévinas, avec la nécessité pour Autrui de se montrer dans le Même et pour le Même (la racine ultime de la violence étant le temps) Derrida élabore une notion d'historicité qui échappe à la forme temporelle du présent et à toute détermination archéo-téléologique de l'histoire, auto-affective, synthèse passive du temps, fuyant irréversiblement le présent et la re-présentation opposée au « vieillissement »[3].
- Peut-on parler de terreur hors du cadre étatique ? Existe-il un concept de la paix[4] ? Habermas présente une trilogie : l'action violente et aveugle des kamikazes palestiniens, la guérilla paramilitaire et le terrorisme mondial, provoquant une surréaction. Derrida s'interroge sur l'imprévisible, la datation, la répétition du 11 septembre, son processus d'auto-immunité, de suicide (dont Lévinas qualifie l'essence d'éternelle imminence) ou d'autodestruction de ses propres protections : la guerre froide, la guerre au terrorisme telle une guerre contre soi. Michel Wieviorka dans son ouvrage sur la violence invente de nouveaux concepts de rapport du sujet au sens dans la violence, par exemple en créant les concepts d' hypersujet ou de sujet flottant[5].

## Critiques
En 2010, Jean Birnbaum demande à Derrida, au Musée d'Art et d'Histoire du judaïsme, pourquoi « les attentats du 11 septembre 2001 ne seraient pas à proprement parler un événement ? ».
En 2011, dans Les Nouveaux Chemins de la connaissance, sur France Culture, Raphaël Enthoven présente la critique principale de Habermas à Derrida concernant son style trop « littéraire » et rappelant l'hostilité de l'université allemande à son travail pour sympathies fascistes.
En 2014, le site Nonfiction puis Slate, à la suite de Derrida, utilisent le concept d’Ereignis de Martin Heidegger, l'évènement dont l’impression qu’il fait au public provient de la réaction auto-immune d’une société, « suicide spontané du mécanisme de défense […] censé protéger un organisme des agressions extérieures ».
En 2015, Les Inrockuptibles font un parallèle entre les attentats du 13 novembre 2015 en France et le livre pour qui « la techno-science brouille la distinction entre guerre et terrorisme, qui change le rapport entre terreur et territoire. Le terrorisme n'a aucune géographie ».
En 2016, dans Les Échos, Roger-Pol Droit critique la cécité des philosophes : « le 11 septembre devait être nécessairement considéré comme une énigme, qu’« on ne sait pas, on ne pense pas, on ne comprend pas, on ne veut pas comprendre ce qui s’est passé à ce moment-là », ne parler ni d’acte de guerre, ni de haine de l’Occident, ni de volonté de détruire les libertés fondamentales, en s’attardant sur la notion d’Ereignis, « événement », ou « avenance ». Jean Baudrillard, attribue aux rêves suicidaires de l’Occident l’effondrement des tours et la fascination des images des attentats., mettant en lumière « l'esprit du terrorisme » et préparant ainsi les théories du complot consécutives ».
Pour Le Temps, la pensée d'Habermas et Derrida fait écho à celle d'Hannah Arendt, où « la responsabilité politique de la philosophie n'est pas, selon eux, une question de choix personnel » et où « le terrorisme du type 11 septembre ne constitue pas le premier symptôme de ce processus mais sa manifestation la plus récente ».
En 2017, L'Humanité affirme que le livre « illustre la nécessité pour Derrida de dire à la fois les choses en termes de non-événement et d’événement ».
En 2019, dans Diacritik, Benoît Peeters rappelle que l'évènement va infléchir la position de Derrida, en le réconciliant avec Habermas, penseur du patriotisme européen pour rejoindre la vision du ministre des Affaires étrangères de l'époque, Dominique de Villepin.
En 2021, dans Les Chemins de la philosophie, Pierre Bouretz note que Derrida dans son livre pose un concept, celui du « mal absolu étendant sa menace », différant du mal radical chez Emmanuel Kant ou du mal banal d'Hannah Arendt.